# BR-262
A BR-262 é uma rodovia transversal brasileira que interliga os estados do Espírito Santo, Minas Gerais, São Paulo e Mato Grosso do Sul. É a nona maior rodovia do país, possuindo 2 213 quilômetros de extensão. No trecho mineiro, a rodovia recebe o nome de Rodovia Senador Eliseu Resende , em homenagem ao senador Eliseu Resende.
Começa em Vitória, capital do estado do Espírito Santo, e termina junto à fronteira com a Bolívia, em Corumbá no estado de Mato Grosso do Sul. Percorre 195,5 km no estado do Espírito Santo, 999,8 km no estado de Minas Gerais, 316,7 km no estado de São Paulo e 783 km no estado de Mato Grosso do Sul. O trecho paulista é concomitante com o da SP-310 no trecho entre Nhandeara e Ilha Solteira.
A partir do município de João Monlevade, a rodovia se une à BR-381 e compartilham o mesmo traçado. A BR-262 ainda faz um desvio passando pelas cidades de Caeté e Sabará, até se encontrar novamente com a BR-381, já na cidade de Belo Horizonte.

## História

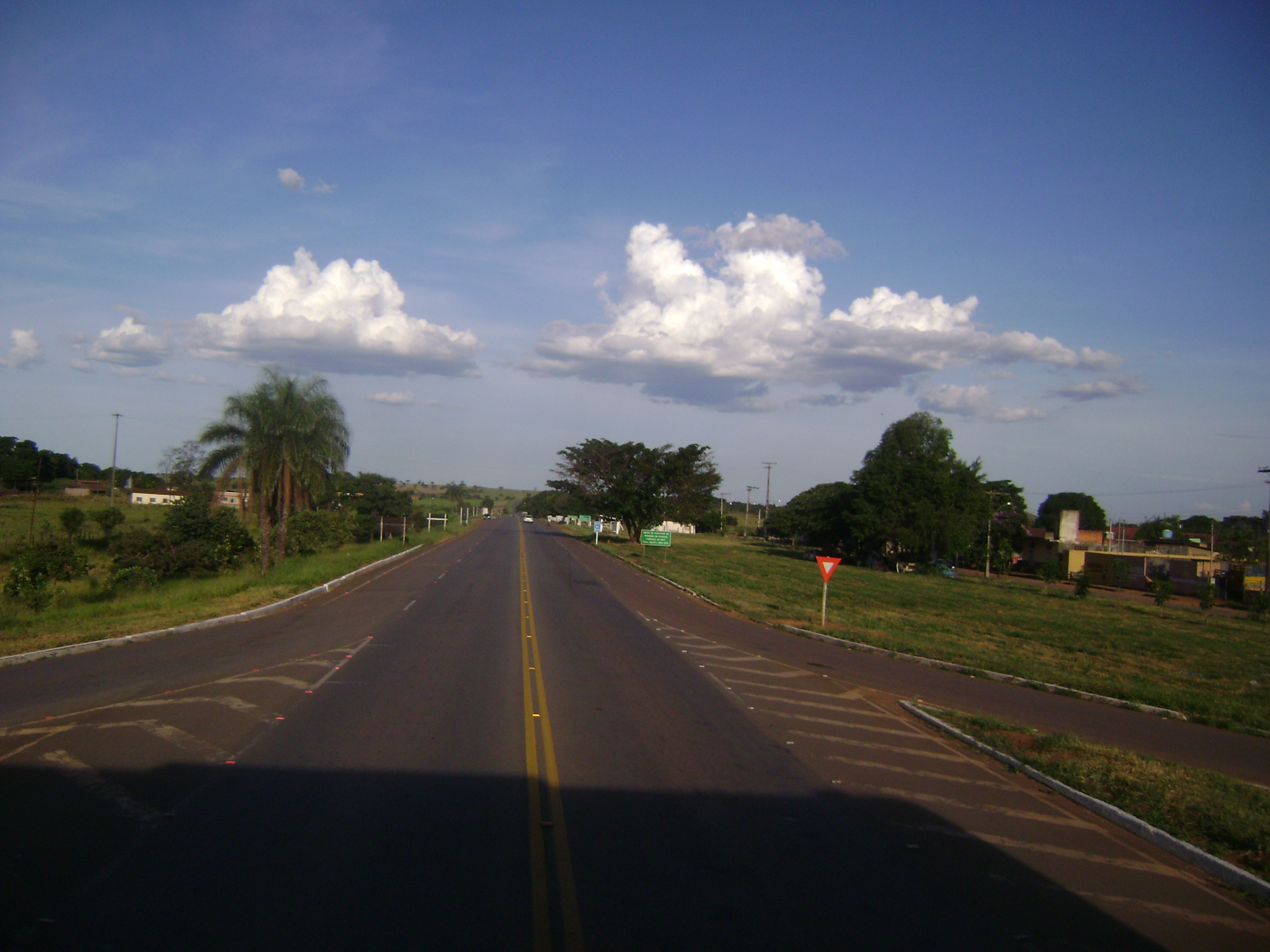
Trecho da rodovia BR 262 dentro do município de Luz, Minas Gerais.

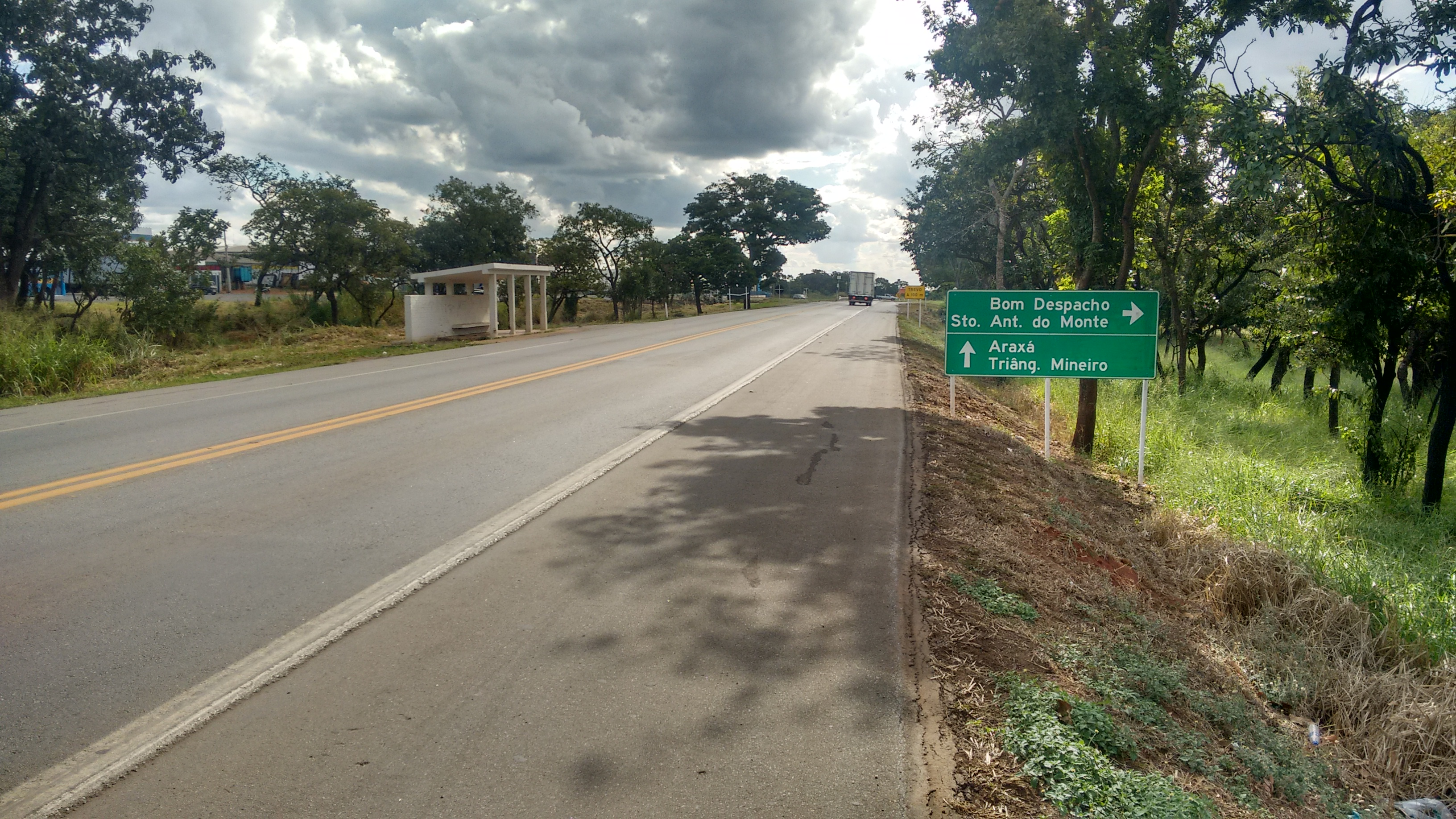
Trecho da BR-262 próximo ao trevo do município de Bom Despacho, Minas Gerais.

Até 1964, no sistema antigo de numeração das rodovias federais, a atual BR-262 era conhecida como BR-31.
O asfaltamento do trecho entre Belo Horizonte e Vitória foi concluído em 1968.
O trecho entre Campo Grande e Corumbá foi concluído anos depois em 1986, sendo a ponte do Rio Paraguai concluída em 2000 com a instalação de um pedágio.

### Duplicações
O trecho de Betim a Nova Serrana de 84 km em Minas Gerais, foi duplicado em 2011. 
O trecho de 180 km entre Viana (ES) e a divisa com Minas Gerais serão concedidos em 2020, e a duplicação deve ocorrer até 2040. O trecho entre Viana e o distrito de Victor Hugo, em Marechal Floriano, deve estar duplicado até 2028.

## Economia
A rodovia é importante via de escoamento de produtos da agricultura, pecuária e indústria brasileiras. Ainda atuará, futuramente, em conjunto com o Corredor bioceânico, que liga Campo Grande-MS até os portos do norte do Chile. Na outra ponta, chega ao litoral do Espírito Santo. Como alguns exemplos, a produção de café de Minas Gerais, de soja e outros grãos e de carne bovina do Mato Grosso do Sul são transportados em boa parte por esta rodovia.

### Turismo
A rodovia tem grande importância turística, principalmente para o Espírito Santo, que recebe um grande fluxo de pessoas vindas de Minas Gerais em direção às praias capixabas.
No Mato Grosso do Sul, a rodovia beira o Pantanal, sendo também importante via turística.  Em conjunto com o corredor bioceânico que ligará o Brasil com Paraguai, norte da Argentina e norte do Chile, a BR-262 servirá de ligação para vários destinos turísticos: a Entrada das Cordilheiras dos Andes, em Jujuy, Argentina; o Deserto de Atacama, no Chile (ligando a área mais alagada do planeta, o Pantanal, à área mais árida do planeta); e até mesmo às praias do Nordeste. 